# Al-Walīd II
ʾAbū Al-ʿAbbās Al-Walīd ibn Yazīd ibn ʿAbd Al-Malik (en arabe : أبو العباس الْوَلِيد بْنِ يَزِيد بْنِ عَبْدِ الْمَلِك), plus connu sous le nom d'Al-Walīd II, est le onzième calife omeyyade, né vers 707 et mort en 744. Fils de Yazīd II, il succède à son oncle Hicham en 743. Son règne ne dure qu'un an, deux mois et vingt-et-un jours.

## Succession de Hicham
Hicham pense un moment à choisir son propre fils, Maslama ibn Hišām, pour lui succéder, Al-Walīd ibn Yazīd étant très porté sur les boissons alcoolisées et peu religieux. Hicham reproche à Al-Walīd ce comportement et lui enjoint de quitter son compagnon de boisson. Il lui coupe également les fonds d'héritage et le somme d'être plus respectueux en matière de religion. Al-Walīd succède à Hicham le 6 février 743.

## Débuts de règne
Au début de son règne, Al-Walīd II confirme Nasr ibn Sayyar (en) au poste de gouverneur du Khorassan, ainsi que d'autres gouverneurs nommés par Hicham. Al-Walīd II nomme également son oncle Youssef ibn Mohammed (ar) au poste de gouverneur de Médine.
Sous Al-Walīd II, les tensions ethniques commencent à s'amplifier, et les Omeyyades perdent peu à peu leur statut d'arbitre, et donc leur légitimité. La politique d'arabisation menée par la dynastie et la confiscation du pouvoir par les Arabes conduit à l'affaiblissement du pouvoir. Les kharidjites, révoltés en Irak, prennent Koufa et contrôlent une bonne partie du pays et des provinces à l'est, où la propagande abbasside s'étend lentement mais sûrement.
Al-Walīd II remet en liberté Yahya ben Zayd, fils de Zayd ibn Ali. Yahya quitte Merv pour Nichapur, où il est arrêté par le gouverneur Nasr, le croyant en fuite. Une bataille s'ensuit, qui voit les partisans de Yahya prendre l'avantage. Yahya, voyant qu'il est plus prudent de ne pas continuer sa route vers l'Irak, revient au Khorassan, où il est tué, lui et son frère. Leurs corps restent exposés sur la potence jusqu'à l'insurrection de ʾAbū Muslim Al-Ḫurāsāniyy en 743. Ce dernier les enterre, mais Al-Walīd II donne l'ordre de les exhumer et de les brûler, ce qui est fait par le gouverneur d'Irak.

## Opposition et mort
Al-Walīd II met son cousin, le général Sulayman ibn Hicham (en), en prison. Cet acte, associé à la mauvaise réputation du calife, suscite une vive opposition, si bien qu'un groupe de personnes commence à comploter pour assassiner le calife. Lorsqu'ils approchent Ḫālid ibn ʿAbd Allāh et prennent contact avec lui, il décline l'offre de les rejoindre et alerte Al-Walīd II du complot en cours, ce qui ne fait qu'attiser la colère du calife, qui emprisonne Ḫālid et le donne à Youssef ben Omar (en). Ce dernier le torture et finit par le tuer, ce qui augmente considérablement la colère contre le calife au sein même de sa famille.
Ayant vent de ce qui se passe en Syrie, Marwān ibn Muḥammad y envoie une lettre condamnant ce qui se trame, un tel acte menaçant, selon lui, la stabilité et la survie du Califat omeyyade. Au même moment, la mort de Yahya ben Zayd déclenche des émeutes populaires. De nombreux hommes armés prennent d'assaut Damas, et le calife est assiégé en dehors de la ville, dans le château d'al-Bakhra près de Palmyre. Il finit par être vaincu et tué par les forces de Sulaymān ibn Hicham le 16 avril 744. N'ayant pas de fils en âge de lui succéder, en dehors de fils d'esclaves, son cousin Yazīd III le Réducteur lui succède. Le meurtre du calife ternit considérablement l'image des Omeyyades. Les tribus arabes perdent de leur solidarité et la lutte pour le pouvoir devient évidente.

## Réalisations
Al-Walīd II se consacre surtout à des projets de construction en Syrie, ainsi qu'à la promotion de la littérature, lui-même étant un poète. La construction de plusieurs palais dans la vallée du Jourdain lui est parfois attribuée. Ces palais sont probablement des résidences de chasse et de divertissement.

## Personnalité
Al-Walīd II est décrié et considéré par de nombreux auteurs comme le calife le plus pervers et le plus dissolu de l'Histoire musulmane. Une anecdote rapporte qu'un jour, étant ivre, il demande à sa concubine Nawwār de se travestir en imam et d'aller diriger la prière du vendredi à sa place.